# Danzhouhua
Danzhouhua, 儋州話 / 儋州话, är en av de många dialekter eller språk som tillhör den större språkgrupp som går under benämningen kinesiska. Dialekten anses vara en variant av kantonesiska och talas av cirka 400 000 personer i Danzhou på ön Hainan.